# Ploča Solomonskog mora
Ploča Solomonskog mora mala je tektonska ploča sjeverozapadno od Salomonskih otoka u južnom Tihom oceanu, a otprilike odgovara Solomonskom moru istočno od Papue Nove Gvineje.

## Tektonika
Tektonski režim u tom dijelu svijeta iznimno je složen i uključuje niz manjih, ali i velikih ploča. Ploča Solomonovog mora ostatak je ploče oceanske kore koji nestaje u dvjema zonama subdukcije – jednoj na sjeveru, drugoj na jugozapadnom rubu. Njezin jugoistočni rub proteže se uz uzvišenje Woodlark, nedefiniranu tlačnu zonu koja može biti transformni rasjed koji označava granicu sa susjednom pločom Woodlark.
Sjeverna zona subdukcije nalazi se na mjestu gdje Solomonova ploča ponire ispod Južne Bismarckove ploče na sjeverozapadu i Tihooceanske ploče na sjeveroistoku. Sjeverozapadni dio zone subdukcije naziva se Zona subdukcije Nove Britanije. Nova Britanija u Papui Novoj Gvineji vulkanski je otok nastao tim sudarom i rezultirajućim vulkanizmom. Jugozapadna zona subdukcije mjesto je gdje Solomonova ploča uranja ispod Indo-australske ploče.

## Vanjske poveznice
- Preliminary Analysis of the April 2007 Solomon Islands Tsunami, Southwest Pacific Ocean, USGS  Arhivirana inačica izvorne stranice od 17. srpnja 2010. (Wayback Machine)
- Report on interplate propagation of subduction stress rupture, Solomon earthquake of 2007  Arhivirana inačica izvorne stranice od 16. srpnja 2010. (Wayback Machine)